# Telica
Telica è un comune del Nicaragua facente parte del dipartimento di León.